# Thomas Ruff
Pour les articles homonymes, voir Ruff.
 (décembre 2024).
Thomas Ruff, né le 10 février 1958 à Zell am Harmersbach, est un photographe allemand. Il vit et travaille à Düsseldorf.

## Biographie
Thomas Ruff étudie la photographie de 1977 à 1985 avec Bernd et Hilla Becher à l'Académie des beaux-arts de Düsseldorf. Ruff cite les noms de Walker Evans, Eugène Atget, Karl Blossfeldt, Stephen Shore et William Eggleston comme ses principales influences artistiques[réf. nécessaire].
Pendant ses études à Düsseldorf, Ruff développe sa méthode de photographie en série conceptuelle. Son principal sujet d'étude est au début l'intérieur des maisons et appartements allemands, avec leurs caractéristiques typiques des années 1950 et 1970 (photographies de pièces d'habitation et détails de design). Il poursuit avec des clichés du même genre, de bâtiments et de portraits de ses amis et relations. Ceux-ci sont montrés sans aucune expression de la moindre émotion, en grand format et haute résolution avec de nombreux détails mais dans le style des photographies d'identité. Dans un échange avec Philip Pocock (en) (Journal for Contemporary Art, 1993), Ruff mentionne un lien entre ces portraits et les méthodes d'observation de la police en Allemagne dans les années 1970.
Les portraits de bâtiments de Ruff donnent le sentiment d'être faits en série et d'être comme « isolés ». Ils sont modifiés numériquement pour enlever les détails qui en gêneraient la lecture — une méthode de typage qui donne à l'image un caractère d'exemple (Ruff : — Ce type de bâtiment représente plus ou moins l'idéologie et de l'économie de la République fédérale d'Allemagne au cours des trente dernières années —). La méthode employée par Ruff est aussi standardisée quant à la lumière, la perspective et l'angle de vue. Ces séries sont suivies en 1989 par des images du ciel vu de nuit, qui ne se basent pas sur des photos de Ruff.[réf. nécessaire]
De 1992 à 1995, il produit des clichés de nuit (paysages et bâtiments) avec un dispositif de vision de nuit qui s'apparente volontairement à ceux utilisés par les militaires.
De 1994 à 1996, Ruff produisit des clichés en stéréoscopie.
Plus tard au cours des années 1990, Ruff réalise des séries « d'images de journaux » : Ruff réemploie des images qu'il n'a pas produites lui-même dans un style proche de celles de photographie de ciel la nuit qu'il avait produites auparavant. Il utilise des coupures de journaux agrandies sans leurs légendes originales.
En 2003, Ruff publie une collection de nus, avec des textes de Michel Houellebecq. Les images de Ruff sont basées sur des images pornographiques issues de sites pornographiques qui sont retravaillées numériquement et obscurcies. Cette série reçoit un accueil mitigé.[réf. nécessaire]
Il fait un partenariat avec les architectes suisses Herzog & de Meuron pour la construction de la bibliothèque de l'école technique d'Eberswalde en Allemagne. Ses photographies sont juxtaposées à la façade du bâtiment qui devient leur support.[réf. nécessaire]
De 2000 à 2005, il succède au Becher à la chaire de photographie de l'Académie de Düsseldorf.

## Expositions notables
- 1988 : Schloss Hardenberg, Velbert, Allemagne
- 1988 : Porticus Frankfurt, Francfort-sur-le-Main, Allemagne
- 1992 : Documenta IX, Cassel, Allemagne
- 1995 : Venice Biennale, Italie
- 10 septembre - 17 novembre 1997 : Centre national de la photographie, Paris[1],[2].
- 2000 : Museum Haus Lange, Francfort-sur-le-Main, Allemagne
- 17 novembre 2001 - 13 janvier 2002 : Staatliche Kunsthalle Baden-Baden

puis : 17 février - 14 avril 2002 : Musée Folkwang, Essen.
- 2001 : Musée Chabot, Rotterdam, Pays-Bas
- 2002 : Städtische Galerie Lenbachhaus, Munich, Allemagne
- 2002 : Artium Centro Museo Vasco de Arte Contemporaneo, Vitoria (Gasteiz), Espagne
- 2003 : Museu de Arte Contemporânea de Serralves, Porto, Portugal
- 2003 : Tate Liverpool, Royaume-Uni
- 2003 : Kestnergesellschaft, Hanovre, Allemagne
- 2003 : Busan Metropolitan Art Museum, Busan, Corée du Sud
- 2009 : Museum für Neue Kunst, Fribourg-en-Brisgau, Allemagne
- 2009 : Fundacion Proa, Buenos Aires, Argentine
- 18 mars - 22 juin 2009 : Castello di Rivoli - Museo d'arte contemporanea, Rivoli, Italie
- 2022 : Méta-photographie, Musée d'art moderne et contemporain (MAMC+), Saint-Étienne, France[3],[4].